# 47. Berlini Nemzetközi Filmfesztivál
A 47. Berlini Nemzetközi Filmfesztivál 1997. február 13. és 24. között rendezték meg. A fesztivál zsűrielnöke Jack Lang francia politikus volt. Az Arany Medve díjat Miloš Forman filmje, a Larry Flynt, a provokátor nyerte. A fesztiválon egy retrospektívvel emlékeztek meg Georg Wilhelm Pabst osztrák filmrendezőről.

## Zsűri
Az alábbi emberek voltak a fesztivál zsűrijének tagjai:
- Jack Lang, francia politikus - Zsűrielnök
- Hark Bohm, német színész és filmkészítő
- Férid Boughedir, tunéziai filmkészítő éy producer
- Maggie Cheung, hongkongi/kínai színésznő és model
- Fred Gronich, az MPAA amerikai felsővezetője
- David Hare, brit filmkészítő és drámaíró
- Per Holst, dán producer
- Boleslaw Michalek, lengyel forgatókönyvíró és filmkritikus
- Humberto Solás, kubai rendező és forgatókönyvíró
- Marianne Sägebrecht, német színésznő
- Ning Ying, kínai filmkészítő

## Versenyben lévő filmek
Az alábbi filmek voltak versenyben az Arany Medve- és az Ezüst Medve-díjakért:
| Magyar cím                 | Eredeti cím                    | Rendező              | Ország                                               |
| -------------------------- | ------------------------------ | -------------------- | ---------------------------------------------------- |
| A comanche-zóna            | Territorio Comanche            | Gerardo Herrero      | Spanyolország, Franciaország, Németország, Argentína |
| A salemi boszorkányok      | The Crucible                   | Nicholas Hytner      | Amerikai Egyesült Államok                            |
| Az angol beteg             | The English Patient            | Anthony Minghella    | Amerikai Egyesült Államok                            |
| Négy nap szeptemberben     | O que é isso, companheiro?     | Bruno Barreto        | Brazília                                             |
| Ha megy a busz             | Get on the Bus                 | Spike Lee            | Amerikai Egyesült Államok                            |
| Généalogies d'un crime     | Généalogies d'un crime         | Raúl Ruiz            | Franciaország, Portugália                            |
| The Island on Bird Street  | Øen i Fuglegaden               | Søren Kragh-Jacobsen | Dánia, Egyesült Királyság, Németország               |
| Wo ai chu fang             | 我愛廚房                       | Yim Ho               | Hongkong, Japán                                      |
| Az élet egy kártyavár      | Das Leben ist eine Baustelle   | Wolfgang Becker      | Németország                                          |
| Szerelemben, háborúban     | In Love and War                | Richard Attenborough | Amerikai Egyesült Államok                            |
| Lucie Aubrac               | Lucie Aubrac                   | Claude Berri         | Franciaország                                        |
| Senki kisasszony           | Panna Nikt                     | Andrzej Wajda        | Lengyelország                                        |
| Setouchi munraito serenade | 瀬戸内ムーンライト・セレナーデ | Masahiro Shinoda     | Japán                                                |
| Larry Flynt, a provokátor  | The People vs. Larry Flynt     | Miloš Forman         | Amerikai Egyesült Államok                            |
| Port Djema                 | Port Djema                     | Eric Heumann         | Franciaország, Olaszország, Görögország              |
| A folyó                    | 河流                           | Tsai Ming-liang      | Tajvan                                               |
| Rómeó + Júlia              | Romeo + Juliet                 | Baz Luhrmann         | Amerikai Egyesült Államok                            |
| Rosewood, az égő város     | Rosewood                       | John Singleton       | Amerikai Egyesült Államok                            |
| A szív titkai              | Secretos del corazón           | Montxo Armendáriz    | Franciaország, Portugália, Spanyolország             |
| A hó hatalma               | Smilla's Sense of Snow         | Bille August         | Dánia, Németország, Svédország                       |
| Mai fu                     | 埋伏                           | Huang Jianxin        | Kína                                                 |
| Három történet             | Три истории                    | Kira Muratova        | Oroszország, Ukrajna                                 |
| Az ikrek visszavágnak      | Twin Town                      | Kevin Allen          | Egyesült Királyság                                   |
| Nyugati szemmel            | Leneged Einayim Ma'araviyot    | Joseph Pitchhadze    | Izrael                                               |
| Sik ching nam lui          | 色情男女                       | Tung-Shing Yee       | Hongkong                                             |

## Győztesek
- Arany Medve: Larry Flynt, a provokátor (Miloš Forman)
- Zsűri Nagydíja: A folyó (Tsai Ming-liang)
- Ezüst Medve díj a legjobb rendezőnek: Eric Heumann (Port Djema)
- Ezüst Medve díj a legjobb színésznőnek: Juliette Binoche (Az angol beteg
- Ezüst Medve díj a legjobb színésznek: Leonardo DiCaprio (Rómeó + Júlia)
- Ezüst Medve díj egyedülálló teljesítményért: Zbigniew Preisner (The Island on Bird Street)
- Ezüst Medve díj a kiemelkedő művészi teljesítményért: Raúl Ruiz (Généalogies d'un crime)
- Alfred Bauer-díj: Rómeó + Júlia
- Tiszteletbeli említések:
  - Jordan Kiziuk (The Island on Bird Street)
  - Az élet egy kártyavár (Wolfgang Becker)
  - Anna Wielgucka (Senki kisasszony)
  - Ha megy a busz (Spike Lee)
- Tiszteletbeli Arany Medve
  - Kim Novak
- Berlinale Kamera
  - Lauren Bacall
  - Ann Hui
  - Armin Mueller-Stahl
  - Franz Seitz
- Kék Angyal díj
  - A szív titkai (Montxo Armendáriz)

## Fordítás
- Ez a szócikk részben vagy egészben  a(z)   47th Berlin International Film Festival című angol Wikipédia-szócikk fordításán alapul.  Az eredeti cikk szerkesztőit annak laptörténete sorolja fel. Ez a jelzés csupán a megfogalmazás eredetét és a szerzői jogokat jelzi, nem szolgál a cikkben szereplő információk forrásmegjelöléseként.